# Proeuphractus
Il proeufratto (gen. Proeuphractus) è un mammifero xenartro estinto, imparentato con gli attuali armadilli. Visse tra il Miocene inferiore e il Miocene superiore (circa 20 - 7 milioni di anni fa) e i suoi resti fossili sono stati ritrovati in Sudamerica.

## Descrizione
Questo animale doveva essere molto simile a un attuale armadillo dalle sei fasce (Euphractus sexcinctus), ma le sue dimensioni erano nettamente superiori alla specie odierna, e superavano quelle dell'armadillo gigante (Priodontes giganteus). Proeuphractus era dotato di un carapace simile a quello degli attuali armadilli, con tanto di bande mobili di osteodermi, che permettevano all'animale di appallottolarsi almeno parzialmente. Le placche dermiche erano robuste e avevano tutte la medesima ornamentazione fondamentale, tranne che lungo l'asse del carapace, dove presentavano una torsione della figura centrale verso l'angolo postero-esterno. Erano privi di follicoli centrali, ma si osservano fossette pilifere lungo i margini laterali e lungo il bordo posteriore.

## Classificazione
Il genere Proeuphractus venne descritto per la prima volta da Florentino Ameghino nel 1886, sulla base di resti fossili ritrovati in Argentina in terreni del Miocene superiore; la specie tipo è Proeuphractus limpidus, i cui fossili sono stati ritrovati anche in Uruguay. Altre specie attribuite a questo genere sono P. laevis, P. limus, P. nanus, P. recens, P. setiger, quest'ultima la più antica, del Miocene inferiore. 
Proeuphractus venne inizialmente considerato un membro degli Euphractinae molto vicino all'origine dell'attuale genere Euphractus (donde il nome Proeuphractus), ma studi più recenti hanno indicato che questo animale, insieme ad altri armadilli mio-pliocenici di grossa taglia come Macroeuphractus, potrebbe essere posto alla base della sottofamiglia Euphractinae. 